# Microregione di Coari
Coari è una microregione dello Stato di Amazonas in Brasile, appartenente alla mesoregione di Centro Amazonense.

## Comuni
Comprende 6 municipi:
- Anamã
- Anori
- Beruri
- Caapiranga
- Coari
- Codajás